# Efficiënte-markthypothese
De efficiënte-markthypothese (EMH) is de theorie in de financiële wetenschap dat in de prijs van effecten zoals aandelen alle publieke informatie en toekomstverwachtingen verwerkt zitten. Professor Eugene Fama ontwikkelde deze theorie eind jaren 1960 en publiceerde het in mei 1970 in de Journal of Finance onder de titel Efficient Capital Markets: A Review of Theory and Empirical Work.
Een van de belangrijkste conclusies van de theorie is dat het onmogelijk is om structureel betere beleggingsresultaten te behalen dan gemiddeld behalve door geluk. Alle bekende informatie in de markt zou al in de prijzen verwerkt zijn en toekomstige ontwikkelingen zijn onvoorspelbaar. Als er nieuws bekendgemaakt wordt, zullen alle actoren in de markt hun verwachtingen aanpassen. Sommigen zullen te optimistisch zijn en anderen te pessimistisch, maar de markt als geheel zal volgens de hypothese altijd gelijk hebben.
De efficiënte-markthypothese is als theorie onomstreden in de zin dat de meeste wetenschappers en professionele beleggers het erover eens zijn dat het op zijn minst voor een deel correct is. Over de mate waarin de hypothese van toepassing is, bestaat wel veel discussie. Drie varianten van de efficiënte-markthypothese worden onderscheiden:

## Marktefficiëntie in zwakke vorm
Marktefficiëntie in  zwakke vorm verwijst naar de afwezigheid van mogelijkheden om buitengewone rendementen te behalen op basis van historische informatie. Dat wil onder andere zeggen dat technische analyse volgens deze opvatting geen buitengewone rendementen kan opleveren. Fundamentele analyse kan echter wel een buitengewoon rendement opleveren, omdat niet alle actoren op de markt alle beschikbare informatie op dezelfde wijze zullen verwerken in hun analyses. In de zwakke vorm van marktefficiëntie wordt ervan uitgegaan dat de huidige prijs van effecten de best mogelijke, en dus juiste, prijs is.

## Marktefficiëntie in semisterke vorm
Onder de semisterke vorm van de efficiënte-markthypothese wordt ervan uitgegaan dat nieuwe informatie in een zeer korte, maar desondanks niet oneindig kleine, periode volledig in de prijs verwerkt is. In de praktijk zijn er aanwijzingen dat het soms tot wel vijf minuten duurt voordat nieuwe koersgevoelige informatie volledig in de prijs verwerkt is. Omdat de verwerking van de koersgevoelige informatie op een willekeurige wijze gebeurt, is het echter niet mogelijk om op basis van deze informatie buitengewone rendementen te behalen. Onder de semisterke vorm van de efficiënte-markthypothese wordt ervan uitgegaan dat ook fundamentele analyse niet tot buitengewone resultaten zal leiden. Wel is het onder de semisterke vorm van de efficiënte-markthypothese mogelijk dat mensen met voorkennis buitengewone rendementen behalen. Voor deze vorm is weinig tot geen empirisch bewijs te vinden.

## Marktefficiëntie in sterke vorm
Onder de sterke vorm van de efficiënte-markthypothese is niemand, zelfs mensen met voorkennis niet, in staat om een buitengewoon rendement te behalen. De gedachte hierachter is, dat zodra mensen kennisnemen van de voorkennis, ze onmiddellijk hiernaar handelen waardoor de prijs daalt of stijgt en weer in overeenstemming is met de juiste prijs. Wettelijke beperkingen op handel met voorkennis zijn een voldoende voorwaarde om de marktefficiëntie in sterke vorm te verwerpen, tenzij het verbod op handel met voorkennis algemeen genegeerd wordt. Het argument dat sommige beurshandelaren of fondsmanagers jarenlang rendementen realiseren die boven het marktgemiddelde liggen hoeft niet per se een verwerping van de efficiënte-markthypothese in sterke vorm te betekenen. Vanwege het grote aantal actoren op de effectenbeurzen, is er bij een normale verdeling van de rendementen altijd een klein aantal personen dat zich in de positieve staart van de verdeling bevindt. Het is in dat geval dan ook de verwachting dat er een groep schijnbare superbeleggers is die feitelijk gewoon geluk gehad heeft.